# SXTN
SXTN est un duo de hip-hop allemand originaire de Berlin composé des rappeuses Juju et Nura qui l'ont fondé en 2014 et connu pour ses textes provocateurs. À partir de 2018, les deux membres se sont de plus en plus concentrées sur des projets solo, ce qui a conduit à la séparation du duo en avril 2019.

## Histoire
Juju est née d'un père marocain et d'une mère allemande à Berlin et y a grandi avec sa mère. Née au Koweït d'un père saoudien et d'un père érythréen, Nura est arrivée en Allemagne avec sa mère et ses trois frères et sœurs en tant que réfugiée d'Arabie saoudite à l'âge de trois ans. Elle a d'abord vécu à Wuppertal puis a déménagé à Berlin à l'âge de 18 ans, où toutes deux se sont rencontrées. Alors que Juju rappait surtout dans son cercle proche, Nura gagnait déjà de l'expérience en groupe et sur scène avec The toten crack whores in the trunk et avec la Berliner Kreipencor. Elles forment ensuite le duo SXTN en 2014 — ce nom n'ayant selon elles pas de sens caché ou profond, mais étant seulement celui d'une connaissance de Juju et Nura. Signé à JINX Music pour leurs paroles provocantes, le duo sort son premier EP, Asozialisierungsprogramm, en 2016, distribué par Soulfood via Spike Management. Des passages à la radio, notamment dans des reportages documentaires, ainsi que des interviews dans divers journaux par les deux Berlinoises sur le gangster rap et leur origine migratoire ont également fait connaître le duo au grand public.
Leur premier album Leben am Limit sort le 2 juin 2017.
Le 31 octobre 2018, Juju révèle sur Instagram qu'elle et Nura n'avaient pas été en contact depuis un certain temps car chacune se concentrait sur sa carrière solo. Cependant, aucune séparation officielle du duo n'a été annoncée.
En avril 2019, Nura a déclaré qu'elle ne voulait plus travailler musicalement avec Juju à l'avenir. Juju a également confirmé la séparation en mai 2019.

## Musique

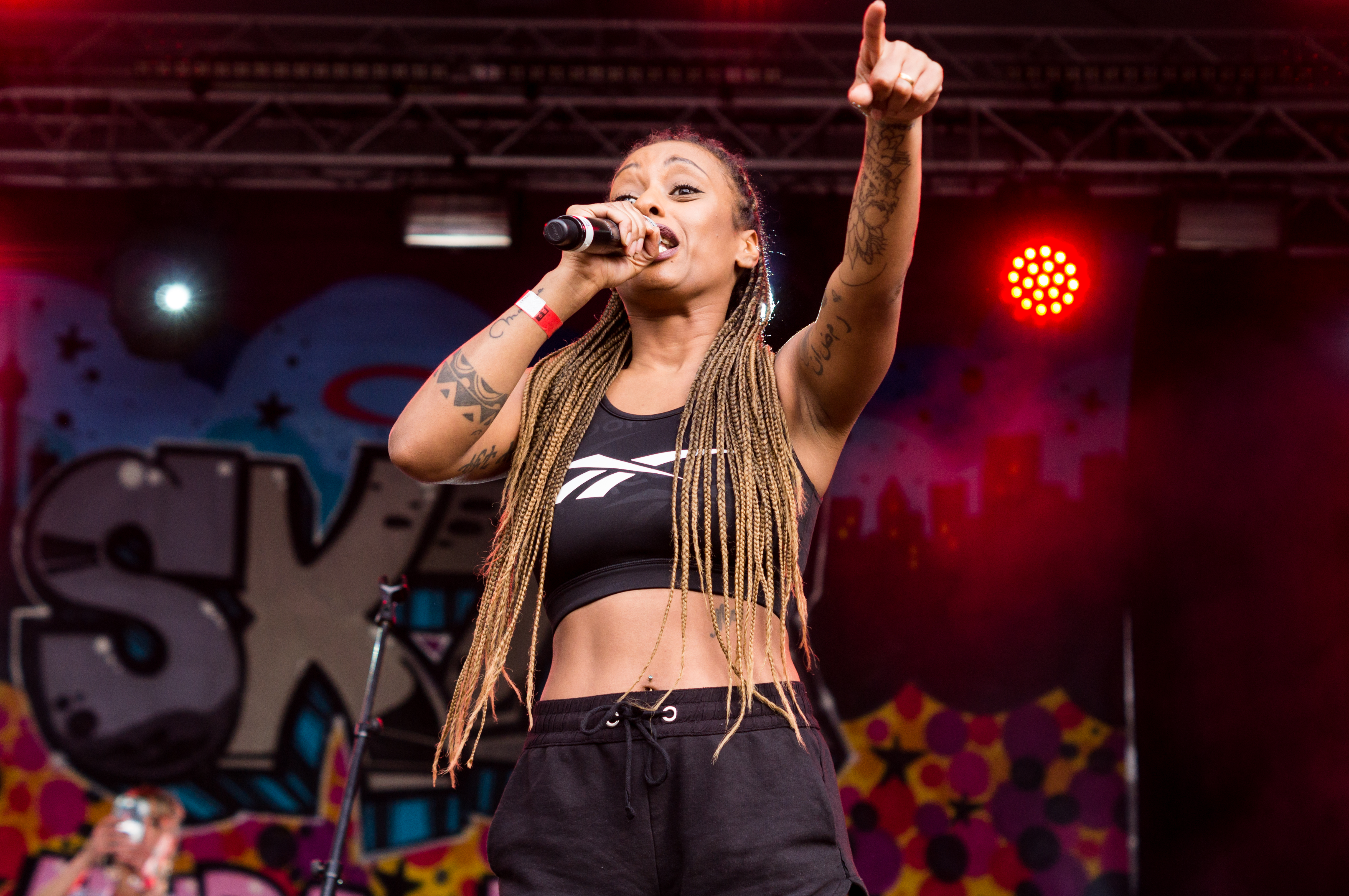
Nura au Kosmonaut Festival en 2017

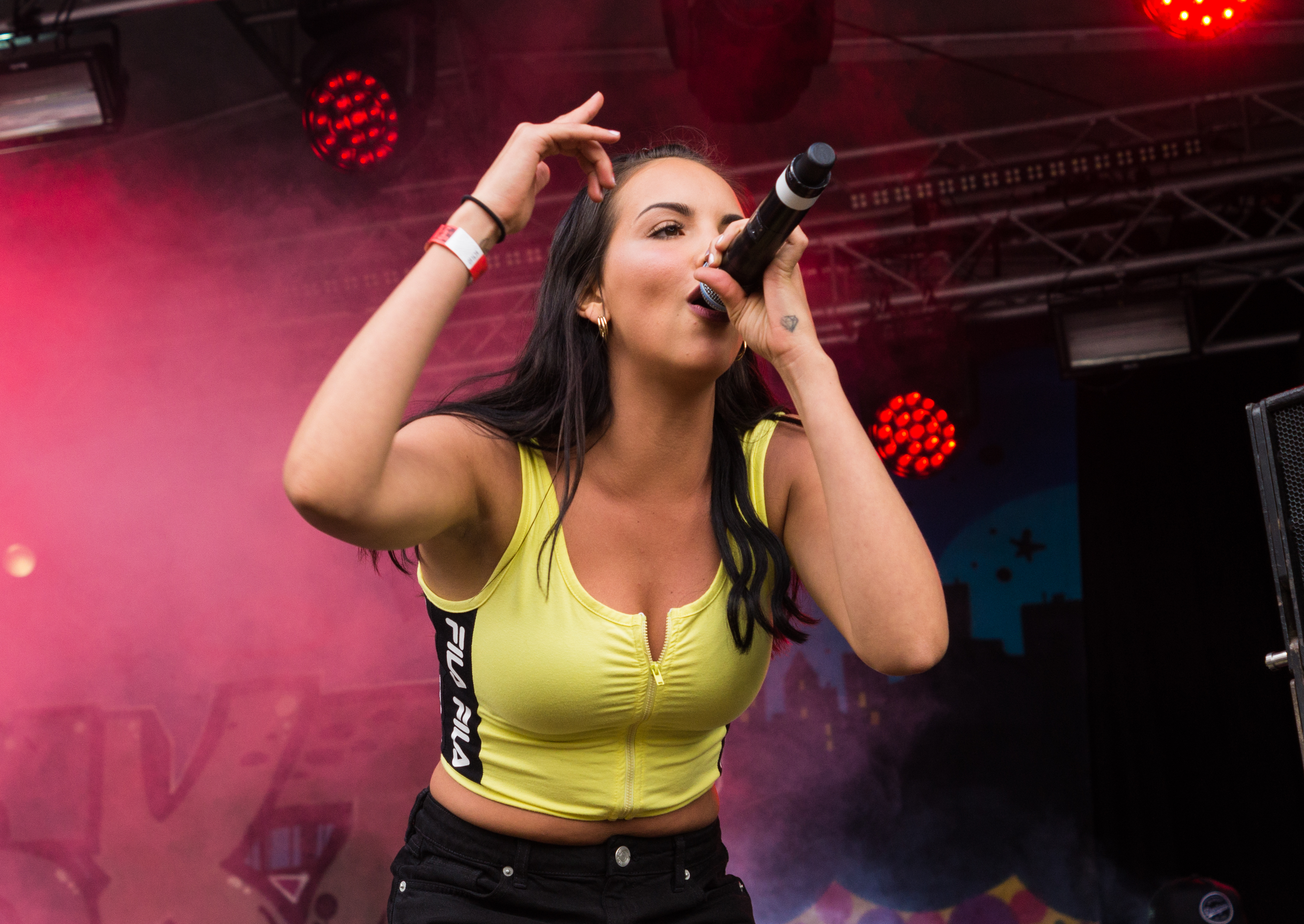
Juju au Kosmonaut Festival en 2017

SXTN utilise des paroles provocantes de style battle rap, caractérisé par un langage lapidaire et souvent grossier.
Thématiquement, leurs paroles tournent autour de la prostitution et des maladies sexuellement transmissibles (Made 4 Love), du harcèlement et du découragement scolaire (Schule), du racisme (Ich bin schwarz), de la fête (Von Party zu Party, Fotzen im Club), de la drogue (Bongzimmer, So high, Partyopfer, Ich hab kein Feuerzeug), des rôles de genre (Ausziehen, Hass Frau, Er will Sex, Frischfleisch, Deine Mutter, Ständer, Die Fotzen sind wieder da) ainsi que des inégalités économiques (Heul doch, Kein Geld, Vorstadtjunge, Wir sind friedlich).

## Discographie

### Albums studio
- 2017 : Leben am Limit (JINX Music / Chapter One)

### EPs
- 2016: Asozialisierungsprogramm (Spike Management)

### Singles
- 2015: Deine Mutter
- 2017: Bongzimmer (Leben am Limit)
- 2017: Von Party zu Party (Leben am Limit)
- 2017: Die Fetzen sind wieder da
- 2017: Er will Sex
- 2017: Ständer

### En featuring
- 2011 : H.I.T (avec K.I.Z) à l'occasion de la sortie de l'album Urlaub fürs Gehirn
- 2016 : Zieh dein Shirt aus (Remix) (avec Frauenartzt) sur Mutterficker
- 2017 : Von den fernen Bergen (avec Ali As) sur Insomnia
- 2017 : Der Morgen danach (avec Blokkmonsta et Schwartz) sur Flüs2e aus Blut
- 2018 : Tabledance (avec Schwesta Ewa)